# 柏原長宅
柏原 長宅（かしわばら ながいえ、生年不詳 - 1621年（元和7年））は、安土桃山時代から江戸時代初期にかけての武将。土佐藩上士。播州赤松流柏原氏。通称は半右衛門。家紋は「左三つ巴」。

## 生涯
播州赤松氏の旧臣・柏原久宅（新之丞）の二男として播磨国に生まれる。母は中村対馬の娘。
1582年（天正10年）、播磨国で父・久宅と共に山内一豊に召抱えられ、はじめ長宅は格別御児扈従として仕えた。1588年（天正16年）、豊臣秀吉の聚楽第へ行幸の節、山内一豊が御束帯を着て供奉する際に、その御太刀持ちとしての御供を仰せ付かる。
1600年（慶長5年）、関ヶ原の戦いの功績により主君・山内一豊が土佐国へ封入されると、御入国御先達の御人数を差下されるに付き、11月18日「御掟御書附」を渡され、先達って土佐国へ入国し、諸事を下知することを仰せ付けられた。その後、知行500石を格別に下し置かれ、御扈従組頭を仰せ付けられた。また、高知城築城の時に一豊が巡視を行った際、一豊と同装束六人衆（野中玄蕃・市川大炊・柏原長宅（半右衛門）・乾宣光（七郎左衛門）・乾和三（猪助））の一人に抜擢され、藩主の側近として仕えている。
土佐藩主・山内忠義の代になると、父・久宅の家督・役儀ともに無相違仰せ付けられ、かつ長宅の元々食んでいた500石と併せて都合1000石を下し置かれた。また、尾州名護屋御城を御普請の節、普請奉行を仰せ付けられ、名護屋へ罷り越して築城に従事した。
1621年（元和7年）、病死。墓は土佐国高岡郡須崎（現 高知県須崎市下分乙長竹）にあり、位牌は「元亨院」（所在地 高知県須崎市下分乙328）に祀られている。

## 家族
- 父：柏原久宅（新之丞）
- 母：中村対馬の娘
  - 本人：柏原長宅（半右衛門）
  - 妻：山内可氏（左衛門佐）の養女。（実は広瀬之為の娘）
    - 養子：柏原元宅（太郎兵衛）（実は入江仁兵衛の倅）
    - 長女：柏原元宅の前妻（死別）
    - 二女：柏原元宅の継妻

## 補注
1. ↑  『御侍中先祖書系圖牒』の本文に久宅の家督を長宅が相続した文章を載せるが、久宅の隠居の記録が無く、久宅の歿年が1612年（慶長17年）で、長宅の養子の元宅の家督相続が1611年（慶長16年）であるため、実際には「久宅-長宅-元宅」の順に相続されたのでは無く「久宅-元宅」と相続された可能性がある。この点は江戸時代に既に指摘されており、『御侍中先祖書系圖牒』の傍注に、この件に関する考察が記載されている。
2. ↑  墓碑による。